# Elin Lindell
Elin Lindell (ur. 1981) – szwedzka autorka i ilustratorka książek dla dzieci.
W Polsce w 2012 roku ukazała się jej książka autorska Superwakacje z szaloną babcią (oryg. Iris Karlssons värsta sommar, 2011), tłum. Olga Orzeł-Wargskog, Wydawnictwo Czarna Owieczka/Czarna Owca.
Książki z ilustracjami Elin Lindell, autorstwa Moni Nilsson i w tłumaczeniu Barbary Gawryluk wydaje w Polsce Wydawnictwo Zakamarki.
| Lp. | Tytuł polski                     | Tytuł oryginalny                 | Rok pierwszego wydania w Szwecji | Rok pierwszego wydania w Polsce |
| --- | -------------------------------- | -------------------------------- | -------------------------------- | ------------------------------- |
| 1.  | Najlepsi przyjaciele             | Bästa vänner                     | 2012                             | 2014                            |
| 2.  | Anioły, ciasta i wypadające zęby | Änglar, kakor och tappade tänder | 2012                             | 2014                            |
| 3.  | Noc duchów                       | Spöknatt                         | 2013                             | 2015                            |
| 4.  | Najlepsze najgorsze urodziny     | Bästa värsta födelsedagen        | 2013                             | 2015                            |
| 5.  | Zlatko, Beza i złodziej          | Slatten, Kakan och Tjuven        | 2014                             | 2016                            |